# Эстезиометр

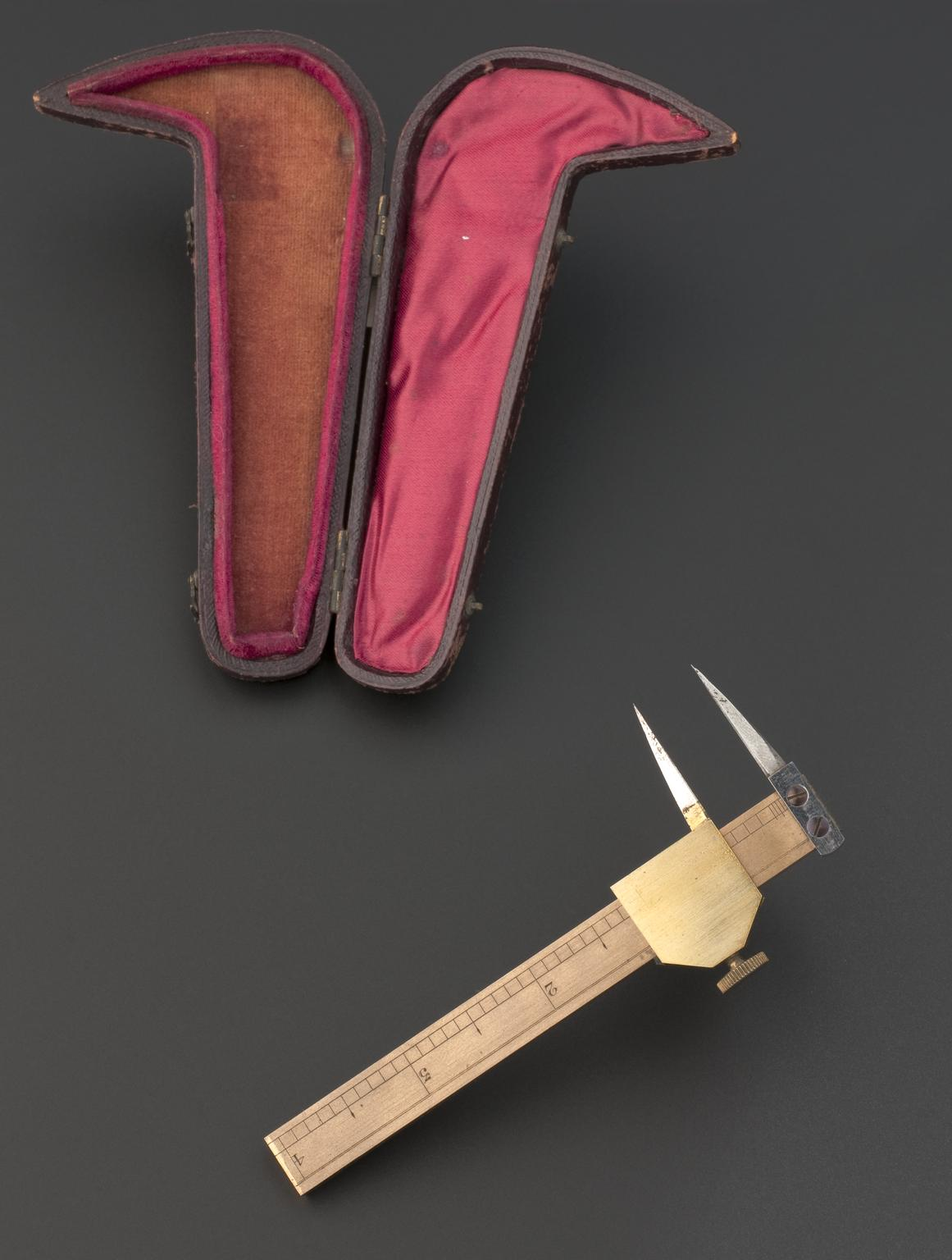
Эстезиометр

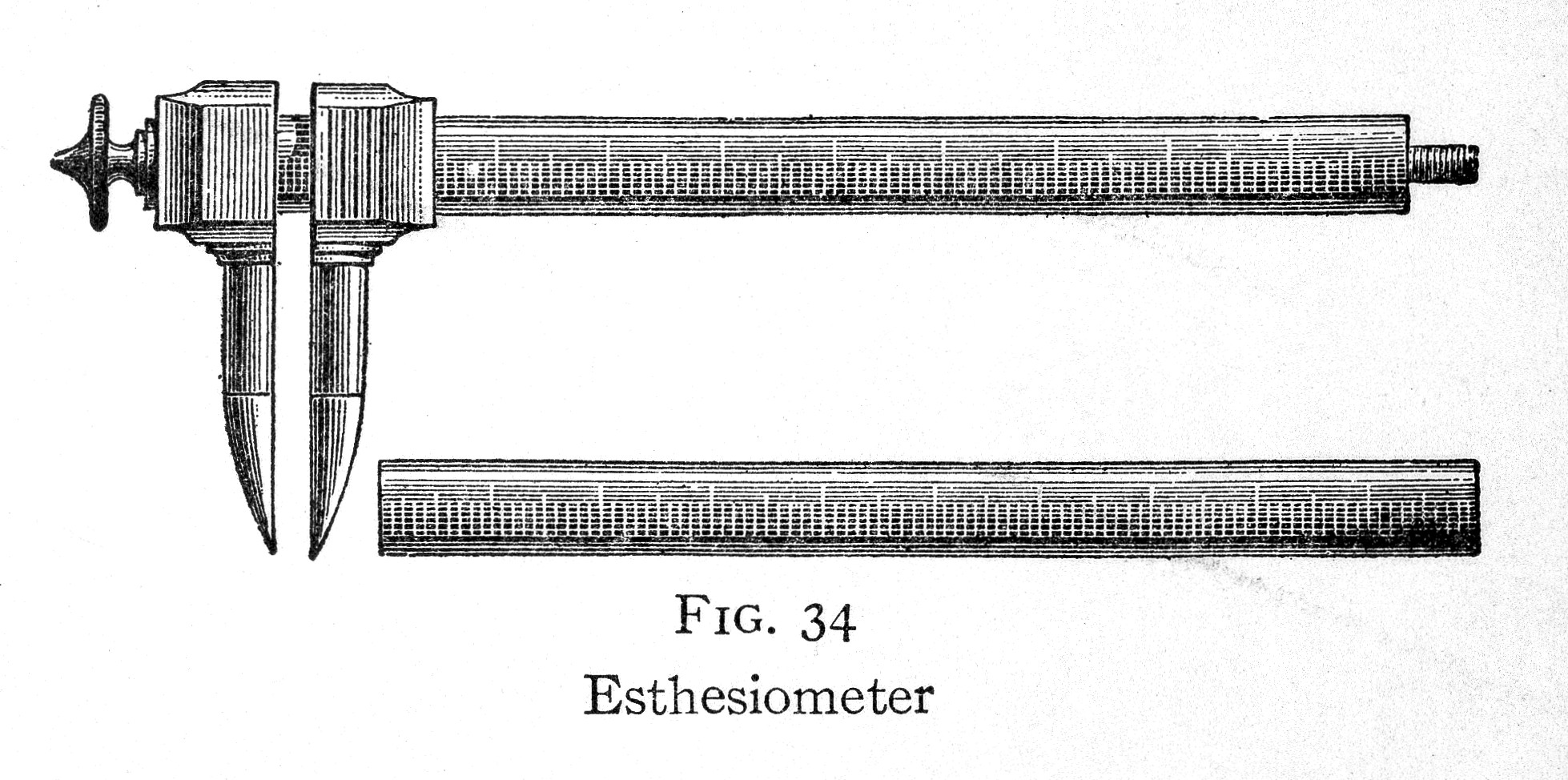
Циркуль Вебера

Эстезиометр (от др.-греч. αἴσθησις — чувство, ощущение) — медицинский прибор, служащий для определения кожной чувствительности; такая процедура называется эстезиометрия. Данный прибор помогает врачу более точно исследовать пороги ощущения кожи пациента (в частности прикосновения, вибрации, температурных колебаний и т. д.).
Первый эстезиометр (известный также как «Циркуль Вебера») был изобретён немецким психофизиологом Эрнстом Генрихом Вебером в начале XIX века. Устройство напоминало по виду обычный штангенциркуль и позволяло оценивать минимальное расстояние на котором два прикосновения к поверхности кожи не сливались в одном осязательном ощущении. В 1884 году Максимилиан фон Фрей предложил оригинальную конструкцию эстезиометра, названную впоследствии «волосками Фрея».
Чтобы сделать необходимые замеры, на определенный участок кожи (роговицы или слизистой оболочки) пациента, наносится определённое раздражение интенсивность которого либо постепенно нарастает, либо постепенно спадает; помимо этого расстояние между двумя раздражителями и время воздействия раздражающего фактора также изменяют. Полученные данные суммируются, обрабатываются и на их основе делаются необходимые выводы.
В настоящее время в некоторые эстезиометры позволяют также дозировать и скорость изменения интенсивности воздействия, что помогает диагносту сделать более точное заключение о состоянии здоровья пациента.